# Glyphomitrium sellowianum
Glyphomitrium sellowianum là một loài rêu trong họ Ptychomitriaceae. Loài này được (Müll. Hal.) Mitt. mô tả khoa học đầu tiên năm 1869.